# Varend erfgoed

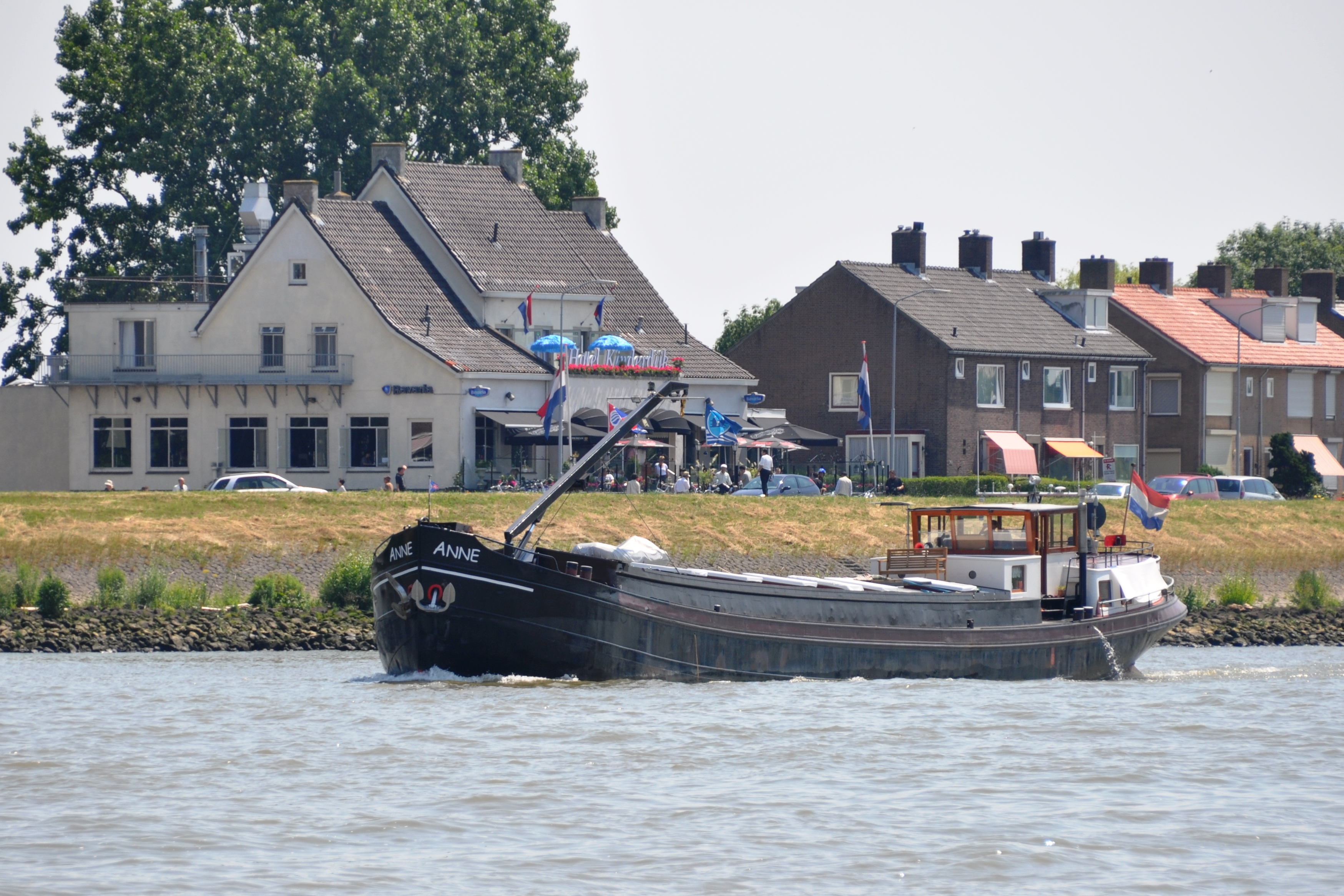
De "Anne", een varend monument uit 1930, hier afvarend in de Noord.

Tot varend erfgoed of nautisch erfgoed rekent men schepen, boten en drijvende inrichtingen met inbegrip van hun uitrusting en van hun voortstuwingsmiddelen, waarvan het behoud van algemeen belang is wegens hun historische, wetenschappelijke, industrieel-archeologische of andere sociaal-culturele waarde.

## Nederland
Bij de monumentenzorg in Nederland valt het varend erfgoed onder het mobiel erfgoed. Hiertoe behoren ook: het railgebonden erfgoed (treinen en trams), rijdend erfgoed (automobielen) en het vliegend erfgoed (vliegtuigen). Vanwege het belang van behoud door gebruik is dit in de in 2015 van kracht geworden Erfgoedwet van een wettelijke basis voorzien.
Schepen die zijn ingeschreven in het Register Varend Erfgoed Nederland van de Federatie Varend Erfgoed Nederland, (voormalig Nationaal Register Varende Monumenten) worden aangeduid als varend monument.

## België

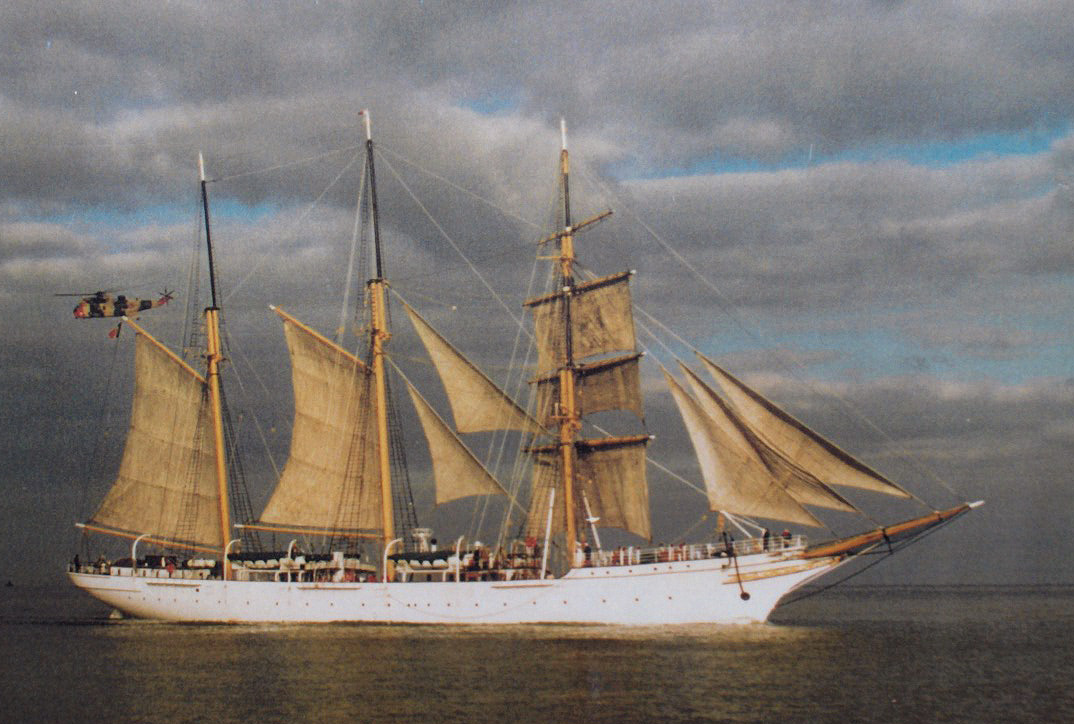
De "Mercator", wellicht het bekendste schip van België.

Het erfgoedbeleid van de Vlaamse Gemeenschapscommissie bestaat voornamelijk uit subsidiebeleid ter ondersteuning van erfgoedverenigingen en -projecten. Er is speciale regelgeving voor het varend erfgoed.
Er zijn 28 vaartuigen beschermd als varend erfgoed en 5 zijn beschermd als monument, al voor het ontstaan van het varend erfgoed-decreet. Daarnaast staan een 100-tal schepen op de inventarislijst van onroerend erfgoed, maar daar hangen geen verder consequenties aan vast. De lijst is online te raadplegen.